# 3月20日 (旧暦)
旧暦3月20日は旧暦3月の20日目である。六曜は仏滅である。

## できごと
- 正和元年（ユリウス暦1312年4月27日） - 応長より正和に改元

## 誕生日
- 天保5年（グレゴリオ暦1834年4月28日） - 前原一誠、長州藩士（+ 1876年）
- 明治元年（グレゴリオ暦1868年4月12日） - 秋山真之、海軍軍人（+ 1918年）

## 忌日
- 永承6年（1326年4月23日） - 邦良親王、後二条天皇第一皇子、木寺宮家の祖（* 1300年）
- 慶長9年（グレゴリオ暦1604年4月19日） - 黒田孝高（如水・官兵衛）、武将・キリシタン大名（* 1546年）